# Lagardère
Lagardère, «Лагарде́р» — французская компания с интересами в издательском деле и розничной торговле. Штаб-квартира находится в XVI округе Парижа. Основана в 1992 году.

## История
В 1945 году была основана компания Matra, производившая военную технику, позже она начала выпускать самолёты и автомобили. В 1963 году компанию возглавил Жан-Люк Лагардер (Jean-Luc Lagardère). В 1974 году была поглощена радиостанция Europe 1, а в 1980 году было куплено издательство Hachette; эти медиа-активы были объединены в дочернюю компанию MMB. В 1981 году Matra была национализирована, но в 1988 году реприватизирована. В 1990 году была куплена доля в телеканале La Cinq, это оказалось самым неудачным капиталовложением компании, в 1992 году канал закрылся, убытки компании составили 645 млн долларов.
В 1992 году Hachette было объединено с Matra под названием Matra-Hachette, тогда же для этой новой компании был создан холдинг Lagardère Groupe. В 1996 году Matra-Hachette была переименована в Lagardère SCA. В 1999 году промышленное подразделение Matra Hautes Technologies было объединено с компанией Aérospatiale под названием Aerospatiale Matra. В следующем году Aerospatiale Matra стала соучредителем европейского авиастротельного консорциума EADS (позже ставшего Airbus Group). Lagardère получила в EADS 15-процентную долю, которая была продана в 2013 году. В 2003 году Жан-Люк Лагардер умер, компанию возглавил его сын, Арно Лагардер. В 2004 году у Vivendi была куплена часть её издательских активов. В 2006 году было приобретено американское издательство Time Warner Book; в период с 2016 по 2022 год был куплен ещё ряд издательств в США и Великобритании (Perseus Books Group, Bookouture, Summersdale, Laurence King Publishing, Workman Publishing, Welbeck Publishing Group). В 2011 году был продан бизнес по выпуску зарубежных журналов (он включал 102 наименования в 15 странах), его купила Hearst Corporation за 651 млн евро. С 2012 года начало развиваться подразделение торговли в транспортных узлах путём покупки операторов торговли в разных странах (Европа, Северная Америка, Ближний Восток и др.). В 2019 году было продано 10 французских журналов. В ноябре 2023 года Vivendi приобрела контрольный пакет акций Lagardère.

## Собственники и руководство
Арно Лагардер (Arnaud Lagardère, род. 18 марта 1961 года) является председателем совета директоров и генеральным директором, ему принадлежит 5,12 % акций.
Контрольный пакет акций принадлежит медиагруппе Vivendi (59,71 % акций), другими крупными акционерами являются Qatar Investment Authority (11,52 %) и Бернар Арно (7,97 %).
В совет директоров входит бывший президент Франции Николя Саркози.

## Деятельность
Подразделения по состоянию на 2023 год:
- Lagardère Publishing — третье крупнейшее издательство в мире Hachette Livre, выпускает около 15 тыс. наименований книг в год, также торгует канцтоварами и настольными играми, электронными версиями книг и играми для мобильных телефонов; 35 % выручки;
- Lagardère Travel Retail — торговля в аэропортах и других транспортных узлах, включая товары первой необходимости, беспошлинные магазины и заведения общепита; более 5000 тыс. торговых точек; 62 % выручки;
- другое — 3 % выручки, включая:
  - Lagardère News — выпуск журналов (Paris Match, Le Journal du Dimanche, JDD Magazine и по лицензии Elle),
  - Lagardère Radio — радиостанции (Europe 1, Europe 2, RFM), продажа рекламного времени,
  - Lagardère Live Entertainment — управление концертными залами (Folies Bergère, Casino de Paris, Arkéa Arena[англ.] и Arena du Pays d’Aix), организация концертов и шоу,
- Lagardère Paris Racing — спортивный клуб.

Выручка компании за 2023 год составила 8,08 млрд евро, её распределение по регионам: Франция — 24 %, остальная Европа — 39 %, США и Канада — 26 %, Азиатско-Тихоокеанский регион — 7 %, Латинская Америка, Ближний Восток и Африка — 4 %.

### В России
В России Lagardere представлена с долей 49 процента книгоиздательской группой «Азбука-Аттикус».
Lagardere была представлена «Европейской медиа группой» (ЕМГ), в которую входят радиостанции «Европа Плюс», «Ретро FM», «Радио 7», «Кекс FM», «Свежее радио», «Эльдорадио», купленные у фонда прямых инвестиций Warburg Pincus, и «Радио Рекорд Москва». В конце 2010 года стало известно, что Lagardere собиралась продать ЕМГ.
В результате сотрудничества Lagardère и российской компании Universal Distribution, на русском языке вещают также детские телеканалы Gulli и TiJi, которые с 2 сентября 2019 принадлежат компании M6 Group с музыкальным каналом MCM.